# اوکینوتوری شیما
اوکینوتوری شیما (انگلیسی: Okinotorishima) صخره‌های مرجانی با دو صخره سنگی بزرگ با ساختارهای سیمان تتراپود است. این کشور توسط ژاپن با مساحت کف ۸٬۴۸۲ مترمربع (۲٫۰۹۶ هکتار) و مساحت زمین ۴۴/۹ متر مربع (۱۰۱٫۶ فوت مربع) اداره می‌شود.